# Yasmine Al-Bustami

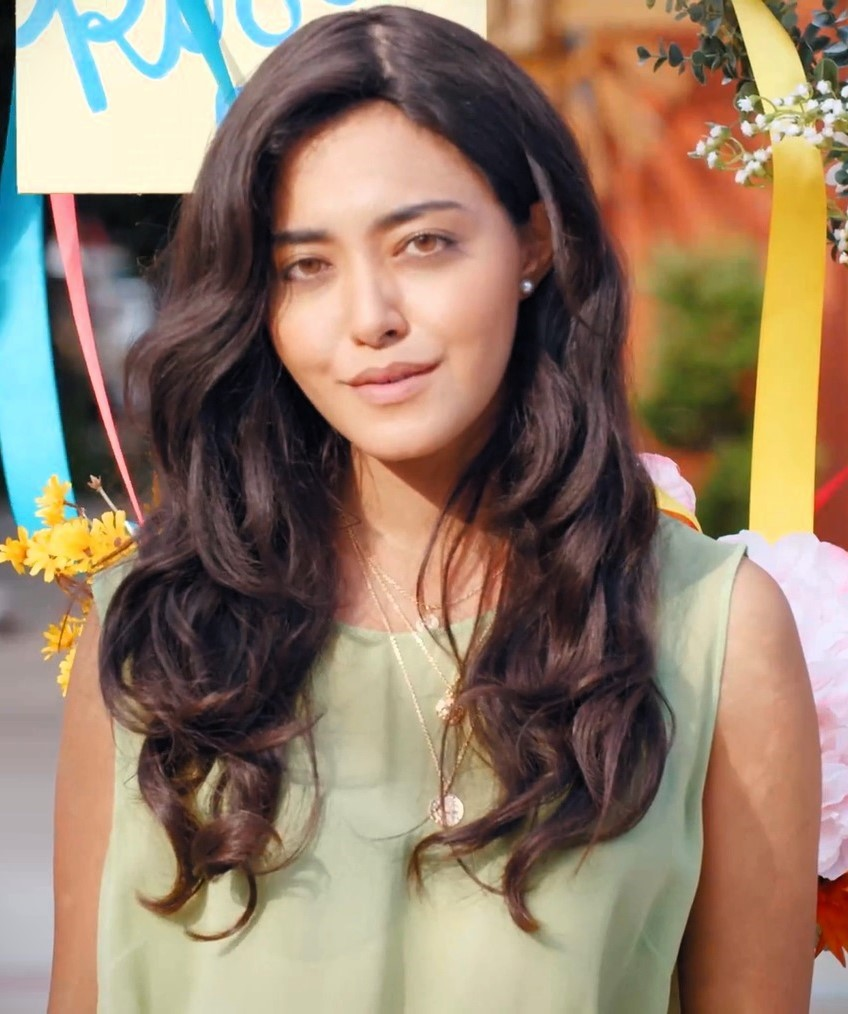
Yasmine Al-Bustami, 2022

Yasmine Al-Bustami (arabisch ياسمين البسطامي, DMG Yāsmīn Al-Busṭāmī) (* 6. November 1993 in Abu Dhabi, Vereinigte Arabische Emirate) ist eine US-amerikanische Schauspielerin.

## Leben und Karriere
Al-Bustami wurde in Abu Dhabi in den Vereinigten Arabischen Emiraten geboren. Im Alter von drei Jahren zog sie mit ihrer Familie nach Texas in die USA. Nach ihrem Schulabschluss wollte sie anfänglich nur als Schauspielerin arbeiten, um sich ihr Studium zu finanzieren, blieb dann aber bei dem Schauspiel.
2010 hatte sie ihr Filmdebüt im Kurzfilm Unimaginable. Es folgten bis 2013 weitere Engagements in Kurzfilmen, allerdings spielte sie in dem Film Ladies’ Man: A Made Movie eine der Hauptrollen. Bekanntheit unter jüngerem Publikum erhielt sie durch ihre Rolle als Monique Deveraux in The Originals. Auch wirkte sie in einer Episode der Serie Nashville mit. Von 2016 bis 2019 hatte sie in der Fernsehserie I Ship It die Rolle der Sasha. 2017 war sie in dem Film You Get Me zu sehen, 2018 wirkte sie in acht Episoden der Fernsehserie Orbital Redux mit.

## Filmografie (Auswahl)
- 2010: Unimaginable (Kurzfilm)
- 2010: The Neighbors Horror Saga (Kurzfilm)
- 2010: Flower (Kurzfilm)
- 2011: Road to Peshawar (Kurzfilm)
- 2012: Walking the Halls
- 2012: The Symphony of Silence (Kurzfilm)
- 2012: The Package (Kurzfilm)
- 2013: Ladies’ Man: A Made Movie
- 2013: M15F1T5
- 2013: When It’s Your Time (Kurzfilm)
- 2013: R (Kurzfilm)
- 2013–2014: The Originals (Fernsehserie, 10 Episoden)
- 2014: Film School Shorts
- 2014: Nashville (Fernsehserie, Episode 3x10)
- 2015: Reborn
- 2015: Switched at Birth (Fernsehserie, Episode 4x09)
- 2015: Unimaginable
- 2015: Angie + Zahra (Kurzfilm)
- 2015: Yasmine (Fernsehserie)
- 2016: Roomers (Kurzfilm)
- 2016: Super Novas
- 2016–2017: The Inspectors (Mini-Fernsehserie, 2 Episoden)
- 2016–2019: I Ship It (Fernsehserie, 15 Episoden)
- 2017: Do I Have To? (Mini-Fernsehserie, Episode 1x01)
- 2017: You Get Me
- 2018: Blurred Lines (Kurzfilm)
- 2018: Orbital Redux (Fernsehserie, 8 Episoden)
- 2019: S.W.A.T. (Fernsehserie, Episode 3x06)
- 2019–2024: The Chosen (Fernsehserie, 18 Episoden)
- 2020: Lucky
- 2021: Send It!
- 2021–2024: Navy CIS: Hawaiʻi (NCIS: Hawaiʻi, Fernsehserie, 43 Episoden)
- 2023: Navy CIS: L.A. (NCIS: Los Angeles, Fernsehserie, 1 Episode)